# Kanton Cayenne-Nord-Est
Kanton Cayenne-Nord-Est is een kanton van het Franse departement Frans-Guyana. Kanton Cayenne-Nord-Est maakt deel uit van het arrondissement Cayenne en telt 6.194 inwoners (2007).
Het kanton Cayenne-Centre omvat slechts een deel van de gemeente Cayenne.